# Paepalanthus microphyllus
Paepalanthus microphyllus là một loài thực vật có hoa trong họ Eriocaulaceae. Loài này được (Guill.) Kunth mô tả khoa học đầu tiên năm 1841.